# 张煦 (唐朝)
张煦（8世纪？—814年），唐朝陕州平陆人，祖父是张守珪之弟张守瑜，父亲张献恭。
张煦跟随张献甫征讨，张献甫是张守珪弟左武卫将军、赠户部尚书张守琦之子。张煦积战功官至天德军防御使。元和六年（811年）八月初三乙丑，唐宪宗以张煦为夏州刺史、夏绥银等州节度使。
元和八年（813年）十二月十一庚寅，振武军逐出节度使李进贤，而屠杀其全家，还杀了判官严澈。唐宪宗大怒，派张煦以夏州兵二千人赴振武，许他便宜行事。元和九年（814年）正月，赐绢三万匹以助军资。河东节度使王锷派兵五千在善羊栅和张煦会合。正月廿七乙亥，张煦入单于都护府，杀作乱军士苏国珍等二百五十二人，平定振武之乱。当年十二月张煦去世，赠太子太保。